# チャールズ・ハワード (第5代ウィックロー伯爵)
第5代ウィックロー伯爵チャールズ・フランシス・アーノルド・ハワード（英語: Charles Francis Arnold Howard, 5th Earl of Wicklow、1839年11月5日 – 1881年6月20日）は、アイルランド貴族。保守党に属し、1872年から1881年までアイルランド貴族代表議員を務めた。

## 生涯
フランシス・ハワード閣下（Hon. Francis Howard、1797年1月12日 – 1857年2月16日、第3代ウィックロー伯爵ウィリアム・ハワードの次男）と2人目の妻サラ（1892年3月15日没、チャールズ・ハミルトンの娘）の間の長男として、1839年11月5日にダブリン近郊のソーズで生まれ、12月28日に同地で洗礼を受けた。父は1人目の妻との間で3男2女をもうけたが、長男ウィリアム・ジョージ（1825年 – 1864年10月19日）と次女キャロライン・ルイーザ以外は父に先だって死去した。
1858年11月25日、オックスフォード大学モードリン・カレッジに入学した。1860年12月18日に第16軽竜騎兵連隊のコルネット（騎兵少尉）への辞令を購入、1861年1月18日に第11騎兵連隊に転じた。1864年から1866年までアイルランド総督付きエー＝ド＝カン（副官）を務め、1865年1月24日に中尉への辞令を購入して昇進、1866年7月17日に第9ランサーズ連隊に転じた。爵位継承後の1870年に陸軍から引退した。
1869年3月22日に伯父ウィリアムが死去すると、ウィックロー伯爵位を継承した。しかしチャールズの爵位継承には異議を唱えられた。異議の内容はチャールズの長兄ウィリアム・ジョージが1863年2月25日にエレン・リチャードソン（Ellen Richardson、ジェームズ・リチャードソンの娘）と結婚し、同名の息子ウィリアム・ジョージをもうけたため、チャールズよりこの息子ウィリアム・ジョージの継承順位が高い、というものである。貴族院による審議では父ウィリアム・ジョージとエレン・リチャードソンの結婚が認められたが、2人の間で息子をもうけたことは認められなかった。そのため、貴族院は1870年3月31日にチャールズによる爵位継承を承認した。息子ウィリアム・ジョージは1869年時点では幼児だったが、成人した後の1891年に再び爵位と領地の継承を主張して裁判を起こし、7代伯爵の代になって再び却下された。
1871年から1881年までウィックロー民兵隊名誉隊長を務めた。1872年6月19日にアイルランド貴族代表議員に当選、1881年に死去するまで務めた。貴族院では保守党に属した。
1881年6月20日に生涯未婚のままラウンズ・ストリート4号にある母の邸宅で死去、27日にウィックロー県キルブライドで埋葬された。弟セシル・ラルフが爵位を継承した。